# Diary of a Madman
| 평가 점수                     | 평가 점수 |
| 출처                          | 점수      |
| ----------------------------- | --------- |
| AllMusic                      | [ 2 ]     |
| Martin Popoff                 | [ 3 ]     |
| Rolling Stone                 | [ 4 ]     |
| Encyclopedia of Popular Music | [ 5 ]     |

《Diary of a Madman》은 영국의 헤비 메탈 보컬리스트 오지 오스본의 두 번째 솔로 스튜디오 음반이다. 1981년 11월 7일에 발매되었고, 1995년 8월 22일에 CD로 재발매되었다. 이 음반은 기타리스트 랜디 로즈와 드러머 리 커슬레이크가 참여한 마지막 오스본의 스튜디오 음반이다. 2002년에 변형된 버전이 등장했는데, 원래의 베이스와 드럼 부분을 제거하고 다시 녹음하였다. 2011년에는 디럭스 30주년 기념 에디션을 발매하여 모든 원형을 복원하였다. 현재까지 이 음반은 전 세계적으로 300만 장 이상 팔렸다.

## 구성 및 녹음
〈Diary of a Madman〉은 고인이 된 기타리스트 랜디 로즈와 함께 녹음한 마지막 음반이다. 라이너 노트에는 베이시스트 루디 사조와 드러머 토미 알드리지가 인정받고 있으며, 미국식 바이닐과 카세트 발매와 이후 CD 재발매를 위해 안쪽 소매에 그려져 있지만, 오리지널 발매에서 베이스와 드럼 파트를 모두 연주한 것은 베이시스트 밥 데이즐리와 드러머 리 커슬라이크였다. 알드리지는 이 음반에 대해 "그 음반에서 내 드럼이 아닌 것은 분명하다고 생각한다. 나는 그 녹음에 대해 결코 공로를 인정받은 적이 없으며, 리 커슬레이크에게 질문하거나 인터뷰할 때마다 그가 마땅히 받아야 할 공을 항상 주었다."
데이즐리는 이 음반의 작곡에 상당한 기여를 했는데, 이 곡의 일부와 가사의 대부분을 작곡했다. 커슬레이크는 오리지널 데모 녹음의 일부에서 리드 보컬까지 하면서 음반 작성에도 일조했다고 주장한다.

## 커버 아트
이 음반의 커버 아트는 오스본의 아들 루이스가 그의 곁에 있는 것을 특징으로 하며, 오스본 자신은 연극적인 화장을 하고 포즈를 취하고 있다.

## 곡 목록
모든 곡들은 특별한 언급이 없는 한 오지 오스본, 랜디 로즈, 밥 데이즐리 그리고 리 커슬레이크에 의해 작사/작곡하였다.
| #  | 제목                                                      | 재생 시간 |
| -- | --------------------------------------------------------- | --------- |
| 1. | 〈Over the Mountain〉                                     | 4:31      |
| 2. | 〈Flying High Again〉                                     | 4:43      |
| 3. | 〈You Can't Kill Rock and Roll (오스본, 로즈, 데이즐리)〉 | 6:58      |
| 4. | 〈Believer (오스본, 로즈, 데이즐리)〉                     | 5:17      |

| #  | 제목                  | 재생 시간 |
| -- | --------------------- | --------- |
| 5. | 〈Little Dolls〉      | 5:39      |
| 6. | 〈Tonight〉           | 5:50      |
| 7. | 〈S.A.T.O.〉          | 4:06      |
| 8. | 〈Diary of a Madman〉 | 6:15      |

## 인증
| 국가                       | 인증        | 판매량/출하량 |
| -------------------------- | ----------- | ------------- |
| 캐나다 (뮤직 캐나다)       | 플래티넘    | 100,000^      |
| 미국 (RIAA)                | 3× 플래티넘 | 3,000,000^    |
| ^출하량을 기반으로 한 인증 |             |               |